# وادي أستوريا

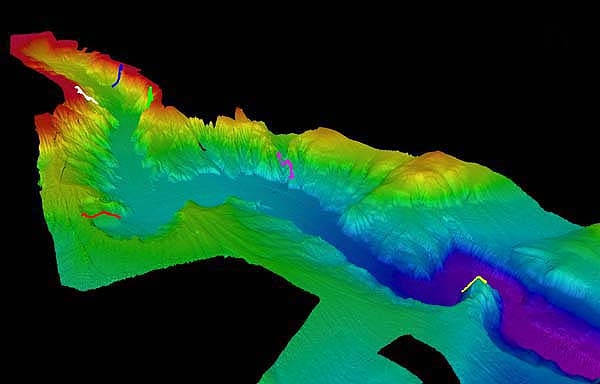
صورة طبوغرافية ثلاثية الأبعاد لوادي أستوريا.

وادي أستوريا هو أخدود غائص 10 أميال (16 كم) خارج مصب نهر كولومبيا.

## روابط خارجية
- https://web.archive.org/web/20050902223250/http://newport.pmel.noaa.gov/heceta/oceanexploration.htm